# Heretic (videogioco)
Heretic è uno sparatutto in prima persona, sviluppato da Raven Software e pubblicato dalla id Software nel 1994 per PC.
Il gioco utilizza una versione modificata del motore grafico di Doom. Il codice sorgente di Heretic è stato pubblicato nel 1999; il 4 settembre 2008 è stato nuovamente distribuito sotto licenza GNU.

## Trama
Il mondo è stato conquistato da D'Sparil, uno dei Cavalcatori di Serpenti (Serpent Riders), esseri malvagi provenienti dal vuoto dell'extra-mondo. Evocando legioni di terribili mostri, D'Sparil è riuscito a sottomettere al suo volere tutte le sue popolazioni e a instaurare il suo dominio, riuscendo addirittura a farsi venerare come un dio. Solo gli elfi (tra cui il protagonista, Corvus) osano opporre resistenza, tanto da essere definiti "eretici". Corvus si mette alla ricerca di D'Sparil e, con l'aiuto del Tomo del Potere e delle armi degli Antichi, si fa strada da solo tra le legioni del Cavalcatore di Serpenti, arrivando ad affrontarlo di persona nella sua Città Subacquea. Dopo una dura battaglia, Corvus riesce a sconfiggere lo stregone. Tuttavia, mentre esala l'ultimo respiro, D'Sparil maledice Corvus e lo condanna ad essere trasportato da un mondo all'altro. In un successivo episodio, grazie all'improvviso animarsi del Tomo del Potere in suo possesso, Corvus riuscirà comunque a far ritorno nella terra natia Parthoris, pur ritrovandola nuovamente in preda al caos.

## Modalità di gioco
Fu uno dei primi giochi in soggettiva a permettere di dirigere lo sguardo verso l'alto e verso il basso, ma solo a scopo di visualizzazione, in quanto l'altezza della mira rimane automatica come in Doom. Un'altra novità è stata l'introduzione dello spostamento di personaggi e oggetti causato da forte vento o correnti d'acqua.

### Episodi
Heretic è diviso in tre episodi di difficoltà crescente, affrontabili comunque senza un ordine prefissato:
- Il primo è ambientato nella Città dei Dannati (City of the Damned), un borgo medievale. Alla fine del primo episodio, troviamo un mostro simile ad un teschio, chiamato "Iron Lich" (Cadavere di Ferro);

- Il secondo episodio si svolge in un ambiente vulcanico (Hell's Maw). Il portale per uscirne è bloccato da un immenso Magliotauro;

- Il terzo episodio è ambientato nella Città Subacquea di D'Sparil (The Dome of D'Sparil), teatro del confronto finale con quest'ultimo.

In Shadow of the Serpent Riders, un pacchetto di espansione, vengono aggiunti due nuovi episodi: l'Ossuario e Il Dominio Stagnante (Il luogo di nascita di D'Sparil), mondi che Corvus dovrà attraversare, a causa della maledizione di D'Sparil, prima di fare ritorno a casa.

### Le armi
Corvus usa delle armi magiche riconducibili, per tipologia e cadenza di fuoco, alle armi di Doom. Combinate con il Tomo del Potere, le caratteristiche di queste armi vengono modificate drasticamente, generando degli effetti devastanti e spettacolari.
- Bacchetta magica: l'arma iniziale di Corvus, l'equivalente della pistola di Doom, un semplice bastone con un cristallo che lancia piccoli proiettili magici. Quando Corvus rimane senza munizioni, può usare l'estremità posteriore per colpire i nemici in corpo a corpo, ma con danni limitati. Con il Tomo, il cristallo spara cinque proiettili più due colpi lenti e il retro diventa elettrificato.
- Balestra eterea: l'equivalente della doppietta. Spara una freccia centrale che va dritta nella direzione di fuoco e due frecce laterali che deviano leggermente verso il nemico più vicino, ma che possono essere deviate dal vento. Con il Tomo, spara cinque frecce ad un ritmo più elevato.
- Artiglio di drago: concentra una scarica di energia sul nemico, con una cadenza più rapida della balestra. Con il Tomo, spara delle palle chiodate che esplodono lanciando altre palle chiodate. È l'equivalente della mitragliatrice a canne rotanti.
- Bastone dell'inferno: lancia delle sfere di energia in rapida successione, che col Tomo diventano dei proiettili più grossi e potenti, ma più lenti, e all'impatto generano una distruttiva pioggia di sangue. È simile al fucile al plasma.
- Bastone della fenice: lancia un proiettile che all'impatto si trasforma in un uccello di fuoco. La lentezza e la potenza di quest'arma la rendono simile ad un lanciarazzi, anche per il fatto che, usata a bruciapelo, danneggia anche Corvus; inoltre il rinculo di ciascun colpo dell'arma fa indietreggiare Corvus di una breve distanza. Il Tomo la trasforma in una specie di lanciafiamme, a corto raggio ma potentissimo.
- Guanti del necromante: dei guanti di ferro che lanciano dei fulmini a breve distanza attirando il nemico colpito, utilizzabili solo nei corpo a corpo, ma molto più potenti del bastone. Praticamente, la motosega di Doom. Con il Tomo, risucchia l'energia vitale del nemico trasferendola a Corvus.
- Mazza di fuoco: emette una raffica di piccole sfere esplosive, che però non possono colpire i nemici trasparenti. Se potenziato dal Tomo lancia delle grosse sfere metalliche capaci di seguire il nemico rimbalzando e distruggerlo in un solo colpo.

### Gli oggetti
Heretic è stato il primo sparatutto in prima persona a introdurre l'uso dell'inventario, caratteristica che lo distingue nettamente da Doom, in cui gli oggetti venivano usati non appena raccolti. Questa caratteristica permette una maggiore profondità tattica, potendo così decidere il momento giusto in cui usarli.
- Tomo del potere: un libro che potenzia temporaneamente le armi, modificandone il tipo di proiettiili sparati.
- Morph ovum: lancia un certo numero di uova in un arco orizzontale che si apre a ventaglio: tutti i nemici che ne vengono colpiti (ad eccezione dei boss) si trasformano in galline, che però non esitano a beccare Corvus se ci si trovano vicino.
- Maschera dell'ombra: rende Corvus temporaneamente "trasparente" e invisibile ai nemici. Se però lancia un attacco, i nemici riescono a individuarlo .
- Torcia: illumina le zone buie, finché non si esaurisce.
- Fiaschetta di quarzo: ricarica di 25 punti l'energia vitale di Corvus (a livello di difficoltà facile).
- Ali dell'ira: permette a Corvus di volare, necessario per superare certi precipizi o fiumi di lava.
- Dispositivo del caos: è un disco magico che teletrasporta Corvus all'inizio del livello, dove di solito non vi sono nemici. Utile per fuggire da situazioni rischiose e pozze di melma o di lava.
- Bomba a tempo degli antichi: una clessidra che, una volta piazzata, esplode dopo pochi secondi.
- Anello dell'invulnerabilità: rende Corvus temporaneamente invulnerabile.
- Urna mistica: riporta al massimo l'energia vitale di Corvus.

## Curiosità
- Digitando i codici dei cheat di Doom, si ottengono degli effetti negativi: quello per le armi (IDKFA) lascia il protagonista col solo retro del bastone, mentre quello per l'invulnerabilità (IDDQD) lo uccide staccandogli la testa.